# ウォー・イーグルス航空博物館
ウォー・イーグルス航空博物館（War Eagles Air Museum）は、アメリカ合衆国ニューメキシコ州サンタテレサのドニャ・アナ郡国際ジェットポート（Doña Ana County International Jetport）に隣接する航空博物館である。

## 展示機種
- A-26C インヴェイダー 44-35493
- A-7E コルセアII 157455
- AT-19 リライアント FK887
- OH-58A カイオワ 69-16112
- BT-13B ヴァリアント 42-90296
- T-33 シューティングスター 582

(カナディア製CT-133シルバースター)
- セスナ 140A N992F
- DC-3 (C-47A} 43-15679
- DH.82A タイガーモス N7158
- F4U-4 コルセア 81694
- F-84F サンダーストリーク 52-7347
- F-86 セイバー 365
- FJ-2 フューリー 132028
- Fi 156 シュトゥルヒ
- フューリー Mk.10 N57JB
- J-3 カブ
- L-13
- MiG-15UTI 1A06040
- Lim-2(MiG-15bis) 1B01013
- MiG-21SPS 94A4213
- AT-6F テキサン(ハーヴァードMk.4) 121-42563
- P-38L-5-LO ライトニング 44-27053
- P-40E-1-CU キティホーク(キティホークMk.1) AL152
- P-51D-30-NA マスタング 44-75024
- (P-51D-25-NT)TF-51D マスタング 44-84658
- T-28B トロージャン 138247
- T-38A-50-NO タロン 64-13267
- TBM-3E アヴェンジャー 69459
- Tu-2
- D.Iレプリカ SS-WD1